# کربید لانتان
لانتان کاربید (به انگلیسی: Lanthanum carbide) با فرمول شیمیایی LaC۲ یک ترکیب شیمیایی با شناسه پاب‌کم ۱۲۳۲۸۰ است. که جرم مولی آن ۱۶۲٫۹۲۷ g/mol می‌باشد. شکل ظاهری این ترکیب، بلورهای چهاروجهی است.